# Wurfgranate Patrone 326
La Wurfgranate Patrone 326 era una pequeña granada de fusil desarrollada en Alemania y utilizada por la Wehrmacht durante la Segunda Guerra Mundial. La Wurfgranate Patrone 326 fue diseñada para ser disparada desde una Leuchtpistole o pistola de bengalas.

## Diseño
La Wurfgranate Patrone 326 podría ser disparada desde la Leuchtpistole 34, la Leuchtpistole 42 o la Sturmpistole, ofreciendo a las tropas alemanas un lanzagranadas pequeño y ligero para atacar objetivos ubicados a una corta distancia a la cual no podrían ser atacados satisfactoriamente con armas de infantería o artillería sin poner en peligro a las propias tropas. No se recomendaba su uso más allá de 180 m (200 yardas) debido su imprecisión, o a menos de 46 m (50 yardas) debido al riesgo de las esquirlas.
La Wurfgranate Patrone 326 tenía un diseño el cual consistía en una tapa de metal redondeada con un percutor dentro de un resorte deslizante que se atornillan en un cuerpo metálico cilíndrico. Dentro del cuerpo había una funda interna que contenía el detonador, la carga explosiva de TNT y la barra de seguridad. La base de la granada tenía cuatro aletas traseras para la estabilización y la cola de la granada encajaba dentro de un casquillo de latón o aluminio ondulado que contenía la carga propulsora. El casquillo del cartucho evitaba que la funda interior se moviera hacia adelante antes de disparar, mediante la barra de seguridad que estaba sujetada en su lugar por dos esferas metálicas en la parte trasera y el resorte deslizante en la parte delantera. Cuando se disparaba, el proyectil era expulsado fuera de su casquillo y a una distancia de aproximadamente 9-11 m (10-12 yardas), la barra de seguridad se caía y armaba la granada. Al golpear el objetivo, la funda interna se deslizaba hacia adelante y comprimía el resorte deslizante, permitiendo que el percutor impacte el detonador, que a su vez encendía el TNT.
Instrucciones de manejo de Tactical And Technical Trends, Nos. 21-30. United States War Department. Cualquier persona que intente utilizar equipos capturados debe observar estas precauciones: 
1. Nunca dispare un cartucho con un proyectil suelto.
2. Nunca extraiga el proyectil de su casquillo, ya que esto causaría que la barra de seguridad se caiga armando la granada. Un ligero movimiento podría hacer que denotase.
3. Si el cartucho se atasca en el cañón, nunca retire el casquillo de la recámara. En su lugar, empuje suavemente el cartucho fuera del cañón desde su boca y a través de la recámara.[2]

## Galería

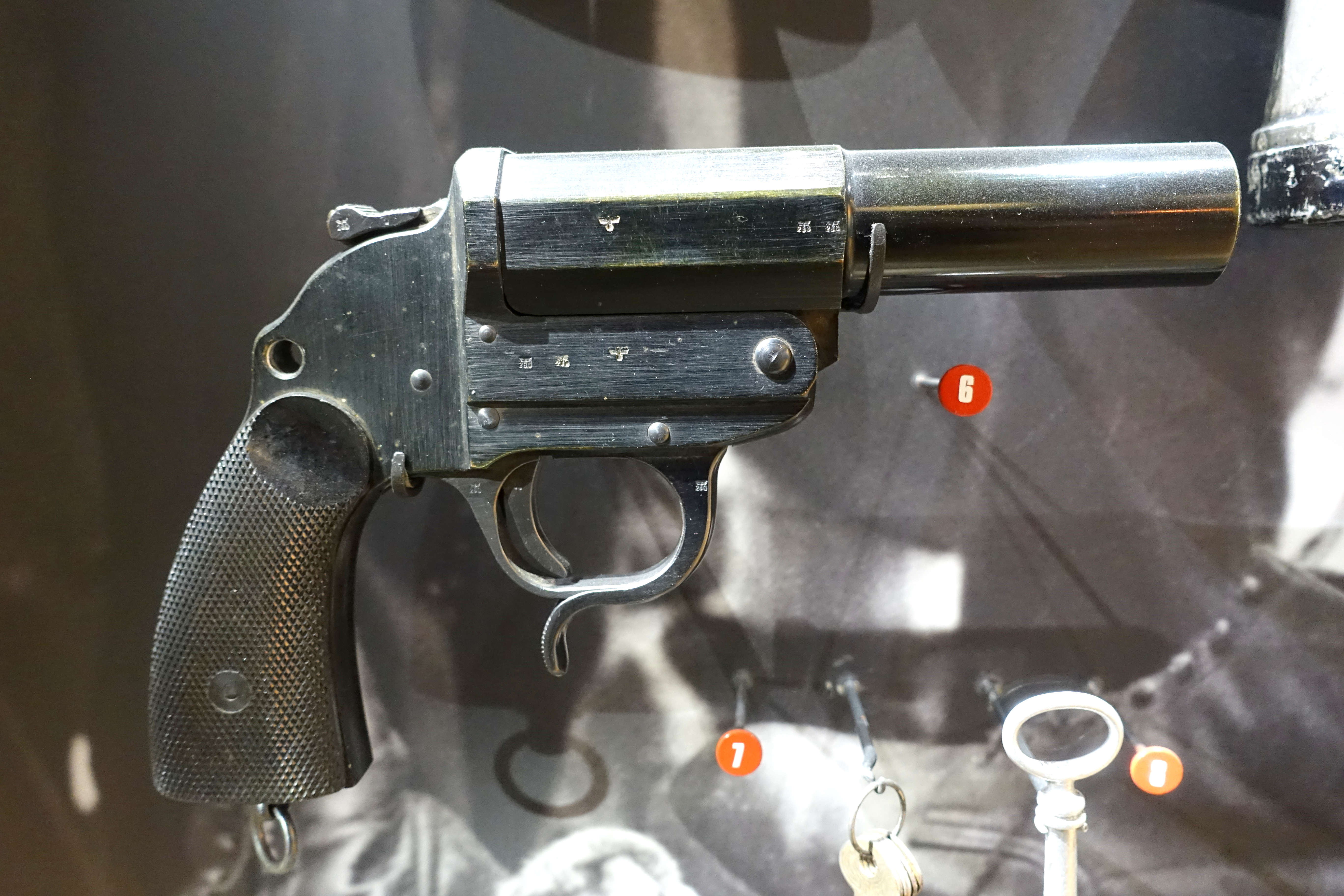
La Leuchtpistole 34 del submarino U-505.
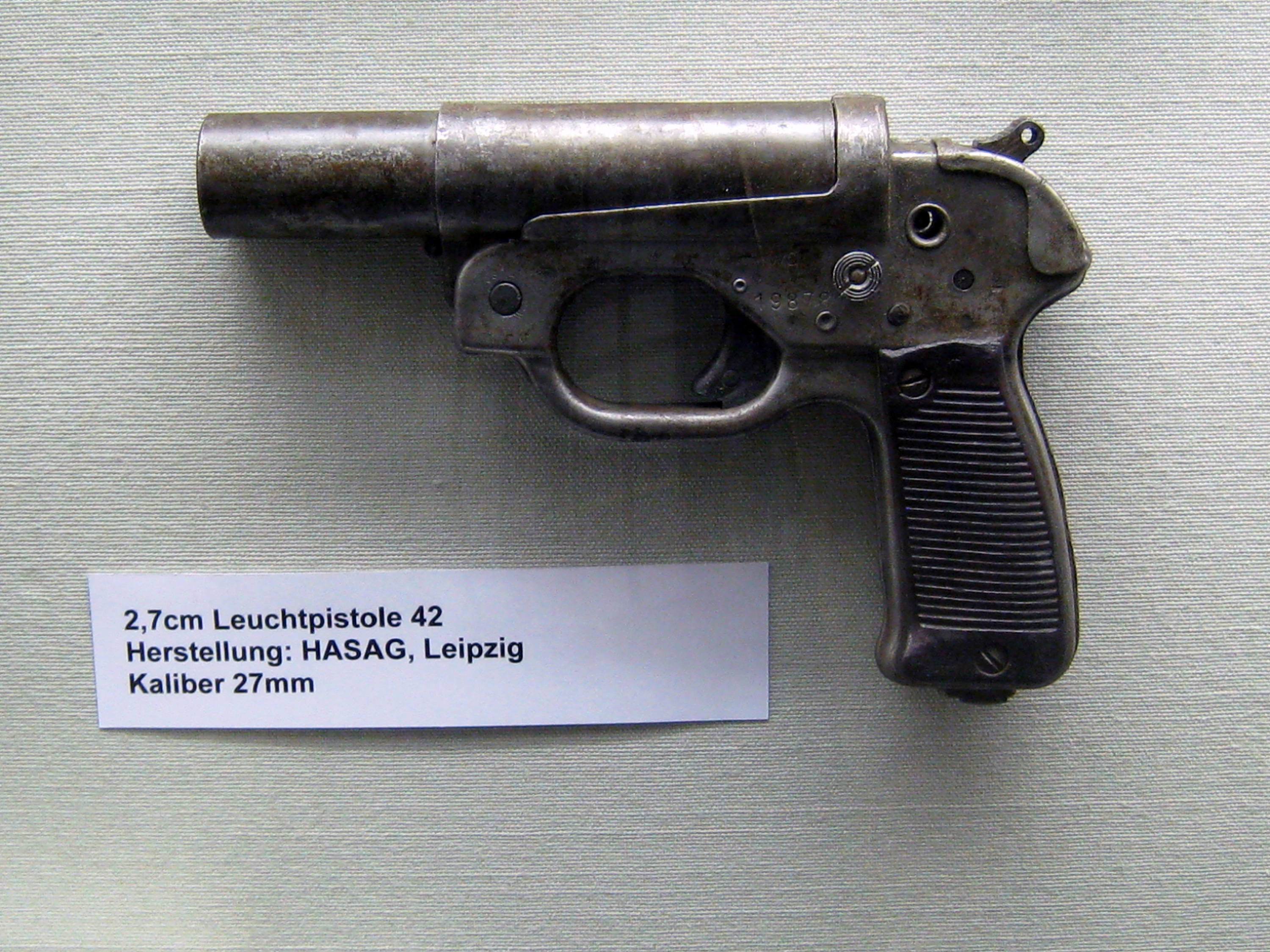
Una Leuchtpistole 42.
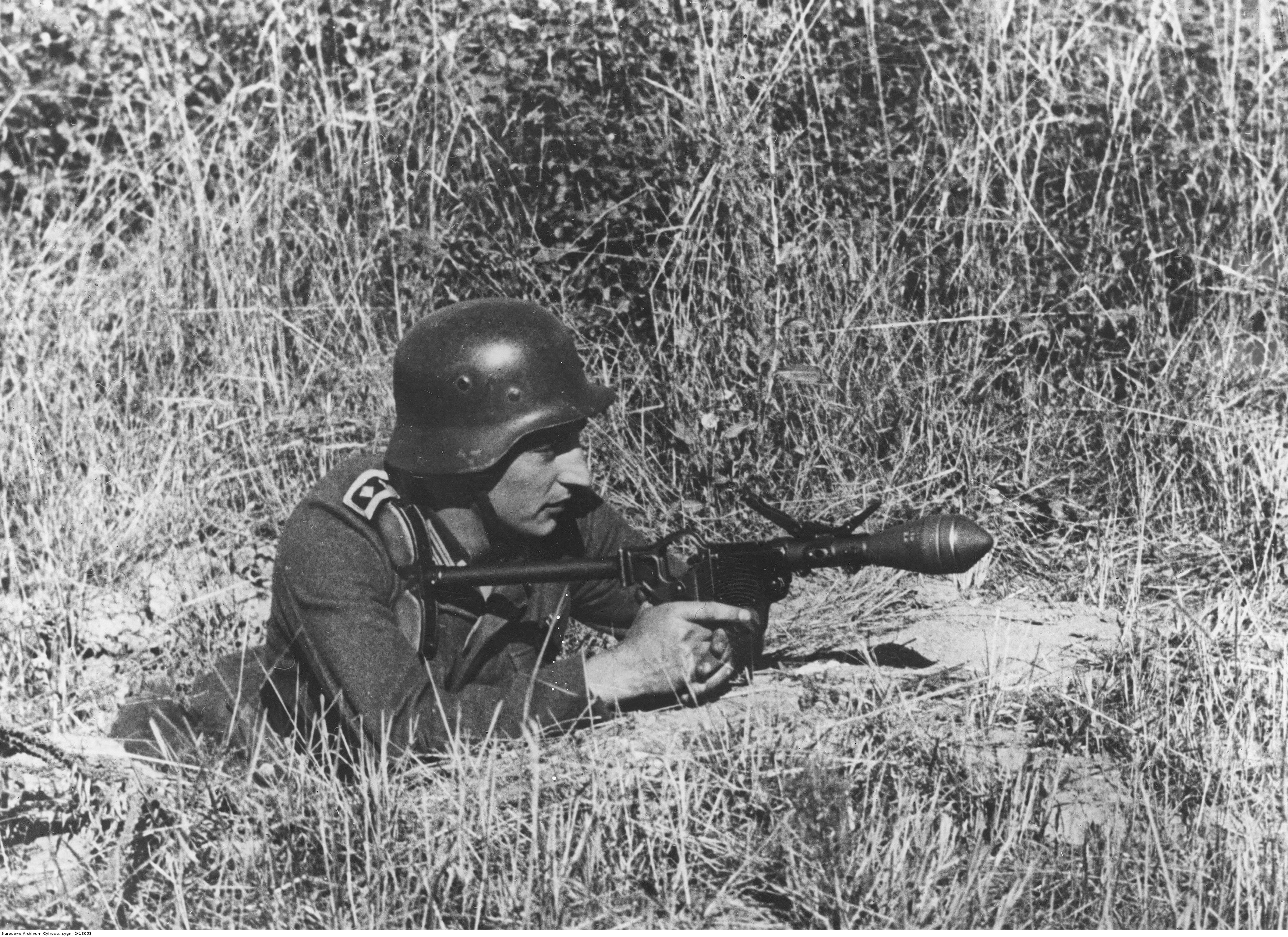
Soldado alemán con una Sturmpistole cargada con granada HEAT.